# Метро 2033: Крестовый поход детей
«Метро 2033: Крестовый поход детей» (итал. La crociata dei bambini) — роман итальянского писателя Туллио Аволедо в жанре постапокалиптики. Пятьдесят четвёртая книга российской серии «Вселенная Метро 2033». Первое издание романа было выпущено на итальянском языке издательством Multiplayer Edizioni в марте 2014 года, на русском — издательством «АСТ» в ноябре того же года.
«Крестовый поход детей» является сюжетным продолжением другого романа серии — «Метро 2033: Корни небес». Действие романа происходит в разрушенной заснеженной Италии через двадцать лет после ядерной войны. На обратном пути из Венеции в Рим главный герой «Корней небес» Джон Дэниэлс попадает в постъядерный Милан, разделённый на враждующие фракции-поселения. Сыны Гнева — самая сильная группировка региона — отбирает у Дэниэлса атомную бомбу, которую главный герой вёз из Венеции, и Милану грозит повторение ядерного апокалипсиса. Главный герой собирает и ведёт крестовый поход из местных жителей нескольких поселений против Сынов Гнева.
Роман получил смешанные отзывы профильных СМИ. В качестве достоинств романа рецензентами было отмечено развитие философской, религиозной темы. Затрагивая недостатки произведения, критики сходятся во мнении об излишней предсказуемости сюжета.

## Сюжет
Действие романа происходит в 2033 году в постъядерном Милане, население которого разделено на несколько фракций-поселений. Разведчики поселения под названием «Город» находят главного героя, священника Джона Дэниэлса — необычайно старого человека по сравнению с людьми, которых они когда-либо видели до этого. Он избит и без сознания. Мать Милосердия — духовный лидер Города — помогает ему очнуться. Дэниэлс лишён зрения, однако может различать окружающие предметы и читать мысли людей сверхъестественным образом. Из мыслей Управляющего — главы Города — Джон понимает, что все жители этого поселения молоды. Управляющий выясняет, что на Джона напали Сыны Гнева — наиболее сильная группировка Милана, в последнее время терроризирующая слабые поселения. Они отобрали у Дэниэлса сани с атомной бомбой, которые он тащил с собой.
Джону удаётся войти в доверие Управляющему, рассказывая «Приключения Тома Сойера» детям Города, у которых серьёзный дефицит рассказов и большой спрос на них. Военачальнику города Ваганту Дэниэлс рассказывает истинную причину, по которой оказался в Городе: Джон хочет собрать крестовый поход против Сынов Гнева, чтобы вернуть украденную атомную бомбу. Управляющий возражает, поскольку Сыны Гнева гораздо сильнее и многочисленнее, чем Город. Однако Вагант напоминает ему, что Управляющий заключил секретный договор с Сынами Гнева и отдаёт им часть продовольствия в качестве дани; Сыны Гнева безжалостно повышают «квоту», и вечно так продолжаться не может. Последним аргументом на стороне Дэниэлса выступает мутант Монах, с которым герои встречаются снаружи Города. Монах утверждает, что жители соседнего Города Железных Врат готовят нападение на них, и убеждает Ваганта в том, чтобы его Город первым атаковал соседей. Монах даёт известную ему информацию о том, как безопасным образом добраться до соседнего поселения, — через метрополитен. Управляющий отказывается рисковать безопасностью своих людей, и Вагант смещает его с должности, взяв управление на себя.
Малочисленное войско Города, состоящее в том числе из детей, вместе с Джоном и под командованием Ваганта отправляется в поход. Достигнув Города Железных Врат, герои одерживают верх над немногочисленными противниками в помещениях и выходят наружу, где наблюдают полчища Созданий Ночи — мутантов, которые истребляют сражающихся с ними горожан, не трогая при этом людей Ваганта. У оставшихся в живых и взятых в плен жителей герои узнают, что основное войско ушло на захват их Города. Это произошло потому, что Сыны Гнева, взяв в заложники детей, заставили горожан захватить Город главных героев и передать им. Джон отправляется обратно в качестве переговорщика. В Городе он узнаёт, что Управляющий, в течение длительного времени оборонявший Город вместе с несколькими оставшимися разведчиками, погиб, а убежище, в котором прятались дети, внезапно вспыхнуло и сгорело от нескольких выстрелов нападающих. Джону приходится использовать сверхъестественные способности убеждения, чтобы помирить и объединить жителей двух городов и, используя большие запасы оружия Города Железных Врат, пойти войной на Сынов Гнева.
Объединённое войско двух городов идёт по туннелю метро к станции Бонола, где обитает группировка Лос Чинос, и уговаривает короля этой группировки присоединиться к армии. Вновь решающую роль играют сверхспособности Джона и Монаха: последний показывает всем присутствующим то, что происходит в это время в Риме. Правивший клан Мори свергнут, и сумасшедший новоиспечённый кардинал сжигает на костре сначала Создание Ночи, а потом последнюю представительницу клана Мори. Герои догадываются, зачем Сынам Гнева атомная бомба и зачем они в последнее время перемещаются от центра Милана к периферии: они хотят взорвать улей Созданий Ночи, с которыми до сих пор им приходится делить пространство. В итоге, король Лос Чинос, усмотревший в этой авантюре возможность забрать атомную бомбу по завершении операции себе, соглашается присоединиться к походу Джона. Также к армии присоединяется группировка Альберти, которая имеет амбиции захватить себе весь Милан и имеет возможность организовать передвижение бойцов по поверхности. Джон вместе с раввином Города Железных Врат Самуэлем идёт в улей Созданий Ночи, одним из которых является Монах, чтобы попросить их вновь помочь героям. Однако Создания Ночи не дают однозначного ответа, и людям приходится полагаться лишь на свои силы. За время путешествия, общаясь с Джоном, который пытается сопоставить свою веру и происходящее вокруг, Самуэль объясняет ему идею цимцума.
Армия объединённых сил отправляется в центр Милана. На подходе к центральному вокзалу бойцов встречает снайперский огонь, внося панику и прекращая движение. Однако после речи раввина Самуэля стены вокзала и его защитников охватывает пламя из огнемётов. После бойцы проникают внутрь станции, но из-за хорошо продуманной защиты Сынов Гнева оказываются в ловушке, и Вагант принимает решение сдаться. С бойцами разговаривает главарь Сынов Гнева Диакон. Получив от Ваганта сведения о цели нападения, Диакон приказывает своему помощнику убить Ваганта. Однако помощником Диакона оказывается Васко — бывший гражданин Города, который ранее был захвачен Сынами Гнева. Сняв противогаз с Ваганта, Васко узнаёт его и переходит на сторону захватчиков. Он берёт в заложники главаря, и благодаря замешательству Сынов Гнева захватчики возвращают себе инициативу. Терроризируя находящихся на станции местных жителей, крестоносцы пытаются узнать, где их дети, после чего обнаруживают, что дети были убиты и приготовлены для применения в пищу. Военачальник Города Железных Врат Серджио жестоко пытает Диакона, пытаясь получить информацию о том, где находится бомба. В конце концов, умирающий Диакон предоставляет ему такую информацию.
Серджио поднимается в башню с бомбой и, раздираемый моральными противоречиями, застреливается. В это время на станции захватчики убивают всех местных жителей, кроме маленьких детей. Раввин настаивает на убийстве в том числе и детей, однако другие крестоносцы эту идею не разделяют: матери, потерявшие детей из-за рук Сынов Гнева, называют местных детей своими. Между тем Маркос, сын короля Лос Чинос, говорит, что убиты не все Сыны Гнева, имея в виду Васко, после чего убивает его. Затем он объявляет, что Лос Чинос забирают бомбу себе, собираясь уничтожить улей Созданий Ночи, так как они так и не помогли крестоносцам в бою. В ответ Джон Дэниэлс искусно аргументирует, почему Маркос не прав. Маркос пытается убить Джона, однако не успевает: Вагант из снайперской винтовки застреливает Маркоса быстрее.
Через месяц Джон Дэниэлс, забрав бомбу и взяв с собой нескольких помощников, покидает Милан. Осмотрев бумаги Диакона, главный герой пришёл к выводу, что зло, с которым связаны как Сыны Гнева, так и новый римский кардинал, исходит из Флоренции. Именно туда Джон и направляется, попрощавшись с местными.

## Создание и выход романа
Первый роман Туллио Аволедо для «Вселенной Метро 2033» — «Корни небес» — был написан и издан в 2011 году, после того как писатель познакомился с основателем серии Дмитрием Глуховским, прочёл его роман «Метро 2033» и получил приглашение от Глуховского принять участие в серии. «Корни небес» описывают путешествие Джона Дэниэлса в сопровождении ватиканской швейцарской гвардии из постъядерного Рима в Венецию, совершаемое для того, чтобы доставить в Рим второго из двух оставшихся в живых кардиналов и провести конклав, который изберёт нового Папу Римского. Во время написания этого романа Аволедо хотел ограничиться единичным произведением; однако позже автор понял, что одной книги недостаточно, чтобы ответить на все вопросы, поднятые для него романом «Метро 2033». Кроме того, писатель получал отзывы российских и польских читателей «Корней небес», которые хотели продолжения. Своими замечаниями они помогли Аволедо написать второй роман.
В «Крестовом походе детей» писатель пытался совместить приключенческий роман с богословием в ещё большей степени, чем в «Корнях небес». По его словам, центральной философской идеей романа является цимцум — в каббалистическом учении процесс «сжатия» Бога, которым можно оправдать как присутствие зла в мире, так и легитимность веры человека. Также автору было интересно представить, как развивалось бы сообщество, пережившее ядерную войну в детстве и с тех пор в условиях постапокалипсиса воспитывающееся без помощи взрослых.
В первую очередь «Крестовый поход детей» был издан в Италии. Затем роман был переведён на несколько других языков и выпущен в других странах, став в том числе пятьдесят четвёртой книгой российской «Вселенной Метро 2033».
| Страна  | Язык        | Название романа в издании         | Дата выхода           | Издательство         |
| ------- | ----------- | --------------------------------- | --------------------- | -------------------- |
| Венгрия | венгерский  | A gyermekek keresztes háborúja    | 30 сентября 2017 года | Europa Publishing    |
| Италия  | итальянский | La crociata dei bambini           | 20 марта 2014 года    | Multiplayer Edizioni |
| Польша  | польский    | Krucjata dzieci                   | 13 сентября 2017 года | Insignis Media       |
| Россия  | русский     | Метро 2033: Крестовый поход детей | ноябрь 2014 года      | АСТ                  |

## Отзывы прессы
Кристина Донати от итальянского журнала Fantasy Magazine оценила роман на 4 балла из 5. Она называет данное произведение «примером того, как хороший постапокалиптический научно-фантастический рассказ может сочетаться с местным окружением», имея в виду Милан, в котором происходит действие романа. По мнению рецензента, чтение о хорошо знакомых местах, представленных в романе в «искажённом» виде, вызывает «странные чувства». Кристина Донати считает, что «Крестовый поход детей» выходит за рамки обычного постапокалиптического приключенческого романа и «способен показать читателю калейдоскоп реальности, своего рода разбитое зеркало, фрагменты которого отражают воспоминания, неполные, искажённые, острые, но хорошо узнаваемые». В качестве примеров она упоминает довоенные предметы и явления, пережившие апокалипсис и показанные в романе.
Рецензент итальянского сайта Sugarpulp сравнивает главного героя, ведущего своих людей к спасению, с библейским Моисеем и отмечает в романе дилемму, через которую проходит главный герой: будучи исполнителем высшей воли, священник испытывает тревогу, так как эта высшая воля достигается посредством насилия, зависящего от выбора таких людей, как он. Также автор обзора выделяет «увлекательную» беседу Дэниэлса с раввином Самуэлем, который рассказывает о концепции цимцума. По свидетельству рецензента, сюжет романа сосредотачивается на нескольких днях, идущих один за другим и полных действия и сражений. В обзоре отмечается, что наличие у Джона сверхъестественных навыков и союза с высшими существами придаёт сюжету некоторую предсказуемость, поскольку с их помощью главный герой почти всегда выходит победителем из опасных ситуаций. По этой причине, по мнению критика, если бы не характер миссии и не изобретательность Аволедо, роман был бы хуже воспринят читателем. Рецензент выразил мнение, что перед чтением данного романа необязательно читать предыдущий роман «Корни небес», «но надо будет обязательно прочитать следующую главу саги, чтобы узнать, чем закончится это эпическое приключение».
Мариуш Войтечек от польского сайта Paradoks отрицательно оценил роман, назвав его самым слабым романом «Вселенной Метро 2033» из изданных в Польше. Положительного отзыва удостоилось развитие философской темы в произведении. По мнению рецензента, именно за это Аволедо заслуживает признания, поскольку роман представляет собой интересный взгляд на тему веры и религии, которыми в наше время пренебрегают. Также Войтечек отметил «интригующую» идею новой постгуманистической расы мутантов, которая, правда, по его мнению, не получила должного развития, хотя могла бы улучшить общее восприятие произведения читателем. Рецензент считает, что хотя эта раса мутантов занимает в романе важное положение, Аволедо недостаточно раскрывает её происхождение и сущность, что оставляет читателю значительную неудовлетворённость и делает сам роман «несколько неразвитым». Автор обзора раскритиковал «Крестовый поход детей» за уход от канона книжной серии в целом и добавление фантастических элементов в частности: по мнению Войтечка, фантастические «нити» романа не согласуются с постапокалиптическим реализмом, а польский писатель Павел Майка, который также выпустил ряд романов в серии, справился с задачей внедрения элементов фантастики лучше. Войтечек отмечает, что порой роман «начинает наскучивать, подавая читателю слегка инфантильные послания и сцены, которые не вписываются в используемые декорации» и называет некоторые этапы сюжета весьма предсказуемыми. По мнению рецензента, роман может понравиться тем читателям, которым по душе произведения Павла Майки, но не придётся по вкусу поклонникам таких писателей серии, как Шимун Врочек, Андрей Дьяков и Роберт Шмидт.

## Продолжение
В 2019 году издательством «АСТ» в российской книжной серии «Вселенная Метро 2035» был выпущен третий роман писателя, продолжающий историю Дэниэлса, — «Метро 2035: Конклав тьмы». По сюжету этого романа, Джон отправляется во Флоренцию, где обосновались Сыны Гнева, которые уже почти полностью захватили итальянский полуостров. Целью главного героя является возвращение в Рим, уничтожение Сынов Гнева и проведение конклава.